# Raffaello Bonusi
Raffaello Bonusi (Gavardo, 31 de enero de 1992) es un ciclista italiano. Fue profesional desde 2017 hasta 2018.

## Palmarés
2016
- Tour de China I, más 1 etapa

2017
- 1 etapa de la Vuelta al Táchira

## Equipos
- Androni Giocattoli-Sidermec (2016[2] -2018)